# Бенгалска лисица
Бенгалската лисица (Vulpes bengalensis), също индийска лисица, е хищен бозайник от семейство Кучеви.

## Физически характеристики
Космената покривка варира от пясъчно-оранжева до червено-кафява. Опашката савършва с черен връх. Муцуната е издължена. Дължината на тялото е 45 – 60 cm, височината при холката е 26 – 28 cm, а теглото варира в рамките между 2 и 4 kg.

## Разпространение
Бенгалската лисица е ендемичен вид, който се среща единствено на Индийския субконтинент. Ареалът ѝ на обитание обхваща територии от подножието на Хималаите до южния му край и от Пакистан на запад до Бангладеш на изток.

## Начин на живот и хранене
Продължителността на живота при бенгалсата лисица е около 10 години. Обитава полупустинни области, открити полета и редки гори до 1350 m надморска височина. Те се срещат често и в близост до населени места. Те избягват гъсти гори и пустини. Видът е сравнително многоброен в Индия. Основен враг на лисицата е човекът и неговата дейност. Тя е обект на лов, а в обработваемите площи е жертва на пестицидите.
В менюто на лисицата е много разнообразно и влизат различни малки бозайници, гущери, насекоми. Често се храни с яйца, жаби, зайци, бръмбари, термити, скорпиони и плодове на растения.

## Размножаване
Бенгалските лисици са моногамни животни. Живеят в дупки в земята. Те са предимно нощни животни. Раждат в дупки изкопани специално за целта. Те са сложни и с множество изходи. Съществуват и друг вид дупки, които обитават, но само с цел почивка през горещата част на денонощието. Те са прости и плитки. Бременността продължава 53 дена. Раждат от 2 до 5 малки с тегло 50 – 100 g.

## Допълнителни сведения
Части от тялото на лисицата са обект на приложение в традиционната медицина. Вътрешни органи, зъбите и ноктите се използват за съставки в традиционни лекарства.